# Teddy Kollek
Pour les articles homonymes, voir Kollek.
Theodor « Teddy » Kollek (en hébreu : תיאודור « טדי » קולק), né le 27 mai 1911 à Nagyvázsony en Autriche-Hongrie, et mort le 2 janvier 2007 à Jérusalem, est un homme politique israélien.
Il est notamment maire de Jérusalem de 1965 à 1993.

## Biographie
Né d'une famille juive austro-hongroise, il est nommé Theodor en souvenir de Theodor Herzl. Il grandit à Vienne. En 1935, trois ans avant l'Anschluss, sa famille quitte l'Autriche pour rejoindre la Palestine. Très attaché au sionisme et à l'esprit de création d'une société, il est le cofondateur du kibboutz Ein Gev près du lac de Tibériade. La même année, il se marie avec Tamar Schwartz (1917-2013), et ils auront deux enfants: le cinéaste Amos, né en 1947, et Osnat.
Pendant la Seconde Guerre mondiale, Theodor Kollek essaie de représenter les intérêts des Juifs d'Europe, au nom de la Haganah. Il devient un proche de David Ben Gourion et travaille au sein du gouvernement de 1952 à 1965.

### Carrière politique
En 1965, Teddy Kollek succède à Mordechai Ish-Shalom au poste de maire de Jérusalem. Il est élu pour six mandats successifs (en 1965, 1969, 1973, 1978, 1983, et 1989) sur une durée totale de 28 années. Son action marque profondément la ville.
En 1993, âgé de 82 ans, il perd les élections contre son concurrent du parti Likoud, Ehud Olmert.